# Rondeletia anomala
Rondeletia anomala là một loài thực vật có hoa trong họ Thiến thảo. Loài này được Veitch miêu tả khoa học đầu tiên năm 1856.